# Єрьомін Михайло Іванович
Михайло Іванович Єрьомін (1920—1945) — червоноармієць Робітничо-селянської Червоної Армії, учасник Другої світової війни, Герой Радянського Союзу (1945).

## Біографія
Михайло Єрьомін народився 17 травня 1920 року в селі Денисовка (нині — Кугарчинський район Башкортостану). Дитинство провів у селі Дзержинка Верхньоуральського району Челябінської області. Отримав неповну середню освіту, працював у колгоспі. У 1940 році призваний на службу в Робітничо-селянську Червону Армію. З квітня 1942 року — на фронті. До липня 1944 року червоноармієць Михайло Єрьомін був розвідником взводу пішої розвідки 331-го стрілецького полку 96-ї стрілецької дивізії 48-ї армії 1-го Білоруського фронту. Відзначився під час звільнення Білоруської РСР.
8 липня 1944 року Єрьомін разом з двома бійцями вийшов у ворожий тил в районі села Заболоття Барановицького району Брестської області і знищив розрахунки мінометної батареї, захопивши 6 мінометів, 2 тягача, 4 автомашини, а також взяв у полон 8 солдатів противника. Дії Єрьоміна сприяли успішному наступу полку.
Указом Президії Верховної Ради СРСР від 24 березня 1945 року за зразкове виконання бойових завдань командування і проявлені при цьому геройство і мужність» червоноармієць Михайло Єрьомін був удостоєний високого звання Героя Радянського Союзу. Орден Леніна і медаль «Золота Зірка» він отримати не встиг, так як в одному з наступних боїв отримав поранення, від яких помер у госпіталі 9 травня 1945 року. Похований у польському місті Седльце.
Також нагороджений орденами Червоного Прапора і Слави 3-го ступеня, медаллю.